# Liga Națională de hochei 2008-2009
Sezonul 2008-2009 a fost al cinsprezecelea sezon al Ligii Naționale de hochei. La sfârșitul sezonului, prima echipă devine campioană. Campioana sezonului anterior este SC Miercurea Ciuc.

## Echipele sezonului 2008-2009
| Club                                  |
| ------------------------------------- |
| HC Csíkszereda                        |
| CSA Steaua Rangers                    |
| Sport Club Miercurea Ciuc             |
| CSS Progym Gheorgheni Perla Harghitei |
| Fenestela Brașov                      |
| Sport Club Miercurea Ciuc II          |
| Dunărea Galați                        |
| Sportul Studențesc București          |

## Patinoare
| Echipă                                                                        | Patinoarul                     | Oraș           | Capacitate |
| ----------------------------------------------------------------------------- | ------------------------------ | -------------- | ---------- |
| CSM Steaua Rangers                                                            | Mihai Flamaropol               | București      | 8.000      |
| SC Miercurea Ciuc, SC Miercurea Ciuc II, SCM Fenestela Brașov, HC Csíkszereda | Vákár Lajos                    | Miercurea Ciuc | 2.000      |
| CS Progym Gheorgheni PH                                                       | Gyergyószentmiklósi Műjégpálya | Gheorgheni     | 1.000      |
| CSM Dunărea Galați                                                            | Dunărea Galați                 | Galați         | ?          |
| CS Sportul Studențesc București                                               | Sportul                        | București      | ?          |